# Xhavit Bajrami
Xhavit Bajrami, född 30 oktober 1975 i Dumosh i Kosovo, är en albansk/schweizisk före detta kickboxare. Han tävlade som tungviktare och har vid flera tillfällen vunnit världsmästerskap.